# Kim Sung-hyun
Kim Sung-hyun (kor. 김성현; * 25. Juni 1993) ist ein südkoreanischer Fußballspieler.

## Karriere
Das Fußballspielen erlernte Kim Sung-hyun in der Jugendmannschaft des Erstligisten Gyeongnam FC in Changwon. Hier unterschrieb er im Dezember 2012 auch seinen ersten Vertrag. Für den Club stand er 16 Mal auf dem Spielfeld. 2014 wechselte er nach Chungju zum Chungju Hummel FC, einem Verein, der in der Zweiten Liga, der K League 2, spielte. Von Oktober 2014 bis Oktober 2015 wurde er an Asan Mugunghwa FC ausgeliehen. Asan Mugunghwa FC ist eine sportliche Abteilung des südkoreanischen Militärs. Daher besteht der Kader des Franchises aus jungen professionellen Fußballspielern, welche gerade ihren Militärdienst ableisten. Aufgrund des militärischen Status des Franchises ist es ihm nicht erlaubt, ausländische Spieler zu verpflichten. 2016 wechselte er für ein Jahr zu seinem ehemaligen Club Gyeongnam FC. Der thailändische Verein Khon Kaen FC aus Khon Kaen, welcher in der Thai League 3 spielte, nahm in Anfang 2017 unter Vertrag. Nach Ende der Saison 2017 wurde Khon Kaen Meister der Upper-Region und stieg somit in die Thai League 2 auf. Bis 2019 spielte er für den Zweitligisten. 2020 ging er wieder in seine Heimat und schloss sich dem Zweitligisten Seoul E-Land FC aus Seoul an. Ein Jahr später pausierte er für sechs Monate mit dem Fußball und wechselte dann im Dezember 2021 zum unterklassigen Verein Gimhae Jaemics FC.

## Erfolge
Khon Kaen FC
- Thai League 3 – Upper Region: 2017  ▲